# Louis Duparc
Louis Claude Duparc, född 1866, död 1932, var en schweizisk geolog och petrograf.
Duparc var professor i mineralogi och petrografi vid universitetet i Genève och har utgivit läroböcker och handböcker i petrografi samt utfört detaljarbeten, bland vilka kan nämnas arbeten i Mont Blanc-massivet samt särskilt i Uralbergen, där han undersökte platinans primära förekomst i dunitbergarterna.